# Kosmos 76
O Kosmos 76 (em russo: Космос 76) também denominado DS-P1-Yu Nº 3, foi um satélite artificial soviético lançado ao espaço com sucesso no dia 23 de julho de 1965 através de um foguete Kosmos a partir de Kapustin Yar.

## Características
O Kosmos 76 foi o terceiro membro da série de satélites DS-P1-Yu e o segundo lançado com sucesso após o fracasso do lançamento do segundo membro da série. Sua missão era testar sistemas antissatélites e antimíssil soviéticos.
O Kosmos 76 foi injetado em uma órbita inicial de 531 km de apogeu e 261 km de perigeu, com uma inclinação orbital de 48,8 graus e um período de 92,2 minutos. Reentrou na atmosfera terrestre em 16 de março de 1966.